# Municipio de Abasolo (Guanajuato)
El municipio de Abasolo es un municipio del Estado de Guanajuato, México, se desconoce la fecha exacta de su fundación. La ciudad cabecera municipal cuenta con 27 389 habitantes según el censo del 2010, convirtiéndola en la ciudad 22 en población estatal, cuando fue la 18.ª en el 2005.
El nombre de este municipio ha sufrido varias modificaciones a lo largo del tiempo. 
En un principio su nombre original fue el de Cuitzeo de los Naranjos, que significa ‘Lugar de Zorrillos’ en purépecha. Después en el decreto N.º 251 de fecha 4 de mayo de 1852, en donde el congreso del estado de Guanajuato lo declara pueblo, se le conoce con el nombre Cuitzeo de Abasolo. Pero no es hasta el 6 de mayo de 1852, donde el gobernador del estado Octaviano Muñoz Ledo, hace la publicación respectiva iniciándose con esa fecha la vida de este lugar como pueblo.
Este municipio se encuentra en la región conocida como el Bajío, en la zona suroeste del estado, una zona de alta producción agropecuaria en donde la principal ciudad es Pénjamo, seguida de Abasolo que relativamente con la primera ciudad es más pequeña pero de importancia turística semejante, y algunos municipios y ciudades menos habitadas. Su altura con respecto al nivel del mar es de 1760 metros.

## Toponimia
Abasolo, nombre actual de esta ciudad y municipio, no ha tenido siempre este nombre, ya que en los inicios de su formación, como estancia, e incluso antes de que existiera como tal, a este lugar se le ha conocido con el nombre de Cuitzeo, palabra purépecha o tarasca que significa ‘lugar de zorrillos’.
El nombre actual, Abasolo, es dado a este lugar en honor al insigne héroe de la Independencia José Mariano Abasolo y es a partir del 12 de noviembre de 1963 en que, tanto el Congreso del estado como el gobernador del estado, Juan José de la Madre, decretan el último cambio de nombre de esta ciudad.
Con los hechos y personajes señalados, se puede captar, que Cuitzeo o Abasolo, empieza a tener vida y a tomar forma propia cuando, hábilmente, la Corona de España cede al indio purépecha converso Tomás Diego de Quesuchigua (quien fue hijo del rey purépecha Tangáxoan Tzíntzicha) en Cédula Real del 12 de agosto de 1532 una extensión de tierra (donde se fundó Pénjamo y del cual con posterioridad se tomó territorio para formar los municipios Cuerámaro, Abasolo y Manuel Doblado), misma de la cual no entra en posesión nunca, por acompañar a los españoles como "capitán" en la guerra que sostienen contra los chichimecas, empezando a fundarse sin embargo, a partir de esa fecha, los primeros pueblos y estancias de la región, incluido Cuitzeo o Abasolo, que de 1532 a 1998 es:
- Cuitzeo (1532-1559)
- Estancia de Cuitzeo (1559-1598)
- Santa Misión de San José de Ojo Caliente (1598-1684)
- Hacienda de Cuitzeo de los Naranjos (1684-1850)
- Congregación de Cuitzeo de los Naranjos (1850-1852)
- Pueblo de Cuitzeo de Abasolo (1852-1870)
- Villa y Municipio de Cuitzeo de Abasolo (1870-1953)
- Ciudad de Cuitzeo de Hidalgo (1953-1963)
- Ciudad de Abasolo (1963-actualmente)

Los principales dueños de Cuitzeo, durante la época en que fue: Estancia, santa misión o hacienda, fueron los siguientes:
- Don Juan de Villaseñor Orozco (1532)
- Don Francisco de Villaseñor y Cervantes (1559)
- Bachiller Don Alfonso Martínez (1562)
- Don Pedro Gómez de Ávila (1566)
- Don Gonzalo de Ávalos (1588)
- Doña María de Zamaniego (1600)
- Don Alfonso de Alcocer (1625)
- Don José Tomás de Alcocer y Bocanegra (1670)
- Sr. Naranjos (1684)
- Don José Tomás de Alcocer (1690)
- Don José de Alcocer (1707)
- Doña María de Cisneros (1737)
- Don Julián de Obregón (1779)
- Don Miguel Orozco, último dueño (1850)

Ya que por medio de su administrador, y apoderado, Antonio del Moral, la vende en forma fraccionada en $9000, con lo que la convierte en la Congregación de Cuitzeo de los Naranjos.
Una vez convertida en congregación, los vecinos comienzan a hacer trámites ante el Congreso y poder Ejecutivo del estado para ser reconocidos como pueblo; logrando al fin que el Congreso Constitucional del Estado, expidiera el decreto N.º 251, de fecha 4 de mayo de 1852, en donde declaran pueblo a Cuitzeo de Abasolo; y es el 6 de mayo del mismo año, en que el gobernador del estado, Octaviano Muños Ledo, que le da la publicación respectiva, iniciándose, con esta fecha, la vida de este lugar como pueblo.
Pasados los años, vuelven a sentirse inquietos los vecinos de Cuitzeo de Abasolo, por lo que solicitan en el año de 1869 tanto al Congreso como al gobernador del estado, que les conceda convertirse en municipio; siendo la fecha 12 de enero del año de 1870 en que el Congreso expide el decreto N.º 22 en donde concede al pueblo de Cuitzeo de Abasolo, se convierta en partido político o municipio y para ello, le son agregadas las tierras colindantes que pertenecían a las haciendas de: San Isidro, Peralta, La Esperanza, La Joya, Huitzatarito y la parte de la Hacienda de Corralejo, que estando separada por la corriente del río Turbio (al oriente) fue anexada al nuevo municipio, así como la fracción que llegaba hasta el río Lerma; asignándole en conjunto 53 490 hectáreas al municipio de Abasolo.

## Historia
La historia de este lugar como un punto geográfico habitado, se empieza a detectar con la sucesiva presencia de tarascos y chichimecas, siendo este punto, frontera entre ambos pueblos. Una vez iniciada la guerra chichimeca por el conquistador Nuño Beltrán de Guzmán, a partir de 1532 se iniciaría a construir la estancia de Cuitzeo; que en 1598 se convierte en la misión de San José de Ojo Caliente, posteriormente fue conocida como hacienda de Cuitzeo de los Naranjos.
En el año de 1753 se da el nacimiento de quien sería el padre de la patria Miguel Hidalgo y Costilla en la casa grande de la hacienda de Corralejo perteneciente al partido de Pénjamo hoy en la jurisdicción aún del municipio de Pénjamo (lugar en el que se alza una monumental escultura al héroe en donde cada 8 de mayo las autoridades federales, estatales de Guanajuato, y municipales de Pénjamo rinden homenaje al generalísimo), que en ese entonces comprendía los Ranchos de San Diego y San Vicente, siendo bautizado en la capilla de Cuitzeo de los Naranjos, hoy Abasolo, el 16 de mayo de 1753, con el nombre de Miguel Gregorio Antonio Ignacio.
El congreso del estado lo reconoce como pueblo a través del decreto N.º 251, de fecha 4 de mayo de 1852, declarándose pueblo a Cuitzeo de Abasolo, iniciándose así la vida de este lugar como pueblo; siendo hasta el año de 1869 que el congreso del estado por decreto N.º 22 de fecha 12 de enero de 1870 concede al pueblo de Cuitzeo de Abasolo se convierta en municipio.
El nombre actual de este municipio de Abasolo, fue dado en Honor al insigne héroe de la Independencia José Mariano Abasolo (quién nació en Dolores Hidalgo), siendo a partir del 12 de noviembre de 1963 cuando el congreso del estado decretó el último cambio de nombre de este lugar.

## Demografía

### Localidades
En el censo de 2020 el municipio de Abasolo contaba con 301 localidades.
| Código INEGI      | Localidad                | Población (2020) |
| ----------------- | ------------------------ | ---------------- |
| 110010001         | Abasolo                  | 29 002           |
| 110010117         | Rancho Nuevo de la Cruz  | 4 239            |
| 110010057         | Huitzatarito             | 2 132            |
| 110010058         | Estación Joaquín         | 2 125            |
| 110010174         | Tamazula                 | 1 868            |
| 110010015         | Boquillas                | 1 843            |
| 110010196         | Loma de la Esperanza     | 1 737            |
| 110010183         | Zapote de Peralta        | 1 454            |
| 110010075         | Las Masas                | 1 451            |
| 110010134         | San Bernardo Peña Blanca | 1 405            |
| 110010060         | Labor de Peralta         | 1 366            |
| 110010100         | Piedras Negras           | 1 337            |
| 110010059         | La Joya de Calvillo      | 1 173            |
| 110010099         | Peralta                  | 1 119            |
| 110010023         | La Carroza               | 1 079            |
| 110010181         | El Varal                 | 1 078            |
| 110010179         | El Tule                  | 1 002            |
| Otras localidades | Otras localidades        | 36 630           |
| Total municipal   | Total municipal          | 92 040           |

## Gobierno y política
Abasolo es uno de los 46 municipios libres pertenecientes al estado de Guanajuato, cuya Constitución Política establece que:
"ARTÍCULO 106. El Municipio Libre, base de la división territorial del Estado y de su organización política y administrativa, es una Institución de carácter público, constituida por una comunidad de personas, establecida en un territorio delimitado, con personalidad jurídica y patrimonio propio, autónomo en su Gobierno Interior y libre en la administración de su Hacienda."
"ARTÍCULO 107. Los Municipios serán gobernados por un Ayuntamiento. La competencia de los Ayuntamientos se ejercerá en forma exclusiva y no habrá ninguna autoridad intermedia entre los Ayuntamientos y el Gobierno del Estado."

| NOMBRE                        | PERIODO   | PARTIDO |
| ----------------------------- | --------- | ------- |
| Silvestre Figueroa            | 1948-1949 |         |
| Gabino Martínez               | 1950-1951 |         |
| Juan Gutiérrez Nuño           | 1952-1954 |         |
| Napoleón Negrete              | 1955-1957 |         |
| Jesús Guisa                   | 1958-1960 |         |
| Rafael Rivera                 | 1961-1963 |         |
| Celestino Cruz León           | 1964-1966 |         |
| Rafael Magdaleno              | 1967-1969 |         |
| Pedro Martínez López          | 1970-1972 |         |
| Antonio Ceballos              | 1973      |         |
| Rafael Arreola Vaca           | 1974-1976 |         |
| Isidro Conríquez              | 1977-1979 |         |
| J. Reyes Morales Durán        | 1980-1982 |         |
| Isidro Conríquez              | 1983-1985 |         |
| Jorge Chávez Vaca             | 1986-1988 |         |
| Luis Martínez Martínez        | 1989-1991 | PRI     |
| Carlos Eduardo Álvarez Ramos  | 1992-1994 | PRI     |
| Juan José Raya Chávez         | 1995-1997 | PRI     |
| Eduardo Martínez Pérez        | 1998-2000 | PAN     |
| Ramón Landeros González       | 2000-2003 | PAN     |
| Rigoberto Gallardo Ledezma    | 2003-2006 | PAN     |
| Juan Antonio Negrete Martínez | 2006-2009 | PRI     |
| Juan Paramo Aguilar           | 2009-2012 | PRI     |
| Abel Gallardo Morales         | 2012-2015 | PAN     |
| Samuel Amezola Ceballos       | 2015-2018 | PAN     |
| Samuel Cruz Chessani          | 2018-2021 | PRI     |
| Rocío Cervantes Barba         | 2021-2024 | PRI     |

## Geografía
El municipio de Abasolo, constituye uno de los 46 municipios del estado de Guanajuato y se localiza geográficamente al suroeste del territorio del estado, en la región denominada El Bajío; ubicándose bajo las siguientes coordenadas geográficas.
Abasolo
Este: 101°22′0″ O
Oeste: 101°38′6″ O
Sur: 20°18′48″ N
Norte: 20°44′42″ N
Este municipio se encuentra en la región conocida como El Bajío. Su altura con respecto al nivel del mar es de 1760 metros. La extensión territorial de Abasolo es de 59 704 hectáreas de terreno que representan el 1,9 % de la superficie del estado. El municipio de Abasolo limita al norte con el municipio de Romita; al sur con el municipio de Huanímaro, estirándose una angosta franja de terreno al suroeste que, llegando hasta el río Lerma, va a colindar con el estado de Michoacán, al este con el municipio de Irapuato y el  municipio de Pueblo Nuevo y Valle de Santiago, para, por último, al oeste, colindar con el municipio de Pénjamo y el municipio de Cuerámaro.

## Actividades económicas
En Abasolo hay una gran concentración de balnearios y hoteles pues su balneario La Caldera es muy famoso a nivel nacional gracias a su tamaño y a sus aguas termales. Abasolo cuenta también con otros manantiales de aguas termales que se han aprovechado para la creación de balnearios. También hay otro tipo de balnearios, la mayoría de ellos de aguas termales en un escenario natural que ofrece sus servicios a todas las familias para brindarles espacios de esparcimiento familiar. Hoy en día Abasolo también es uno de los grandes productores del tabique o ladrillo, actividad que permite que más de la mitad de las familias de esta zona urbana, así como de las poblaciones cercanas a esta, se sostenga. También es productor de ganado ovino, porcino y caprino, así como de leche y granos.

## Turismo

### Zona arqueológica Peralta
El sitio arqueológico de Peralta fue nombrado en 2017 una de Las 50 Maravillas de Guanajuato  por el dolorense Emmanuel Pérez Balderas, además forma parte de una cultura regional que habitó en la ladera y planicie del bajío entre los años 200 y 700 de la era cristiana. Se localiza al oriente del municipio de Abasolo en la región suroeste del estado de Guanajuato. Su ubicación en medio de la planicie aluvial del río Lerma y a un kilómetro de distancia del cauce de este histórico río que aseguró para la población prehispánica una gran cantidad de recursos para su subsistencia. Imaginemos al bajío como una región constantemente inundada por las lluvias y las crecientes del Lerma y de los ríos que en el confluyen, como el Laja, el Guanajuato, el Turbio y el Angulo.
La arquitectura monumental de Peralta constituye una de las mayores expresiones constructivas de la población que vivió en el bajío hace 1500 años. Estos grupos humanos practicaron la agricultura de temporal en terrazas, en las laderas de los cerros muy probablemente, aprovecharon las crecientes del río Lerma para cultivos de humedad en algunas partes de la planicie.

### Balnearios
Abasolo cuenta también con manantiales de aguas termales que se han aprovechado para la creación de balnearios. Cuenta con excelentes balnearios la mayoría de ellos de aguas termales en un escenario natural que ofrece sus servicios a todas las familias para brindarles espacios de esparcimiento familiar.
La Caldera:
Ofrece instalaciones que incluyen parque acuático, alberca de olas, cancha de tenis, estacionamiento, salón de baile, hotel, spa, restaurante y aguas termales. Este balneario está ubicado en la carretera Abasolo-La Piedad, en el kilómetro 27.
Los Pinos:
Ubicado en la carretera Abasolo-Pénjamo, km 22, cuenta con tres albercas, canchas, estacionamiento, espacios arbolados, asadores y sus aguas son templadas.
Los Arcos:
Ubicado en la carretera Abasolo-Pastor Ortiz, cuenta con aguas termales, cancha de tenis y fútbol, dos albercas, área arbolada, jacuzzi, cenadores y asadores.